# 原布助
原 布助（はら きすけ、1984年10月7日 - ）は、日本のアクション俳優。
特技は殺陣、技斗、アクロバット。
イングリッシュネームはKeith(キース）。
身長175cm、体重70kg

## 人物・略歴
東京都出身。
明治大学政治経済学部を卒業。在学中にヒーローショーと出会い、2003年ジャパンアクションエンタープライズ（旧JAC35期）に入団しアクション、スタントを学ぶ。

その後役者兼スタントマンとして活動をする。
アメリカ合衆国のテレビドラマパワーレンジャーの最新作『パワーレンジャー・ダイノフューリー』では主にブラックのスーツアクターを担当しレッドやモンスター、ヘンジメンなど別の役も演じた。TBS日曜ドラマ『VIVANT』では、バルカ警察官ムフンバトとしてレギュラー出演した。

## 出演

### TV
- VIVANT(2023年 TBS) - ムフンバト役[6][7][8]
- 大富豪同心3(2023年 NHKBSプレミアム)5話 - 侍役
- フェンス (テレビドラマ)（2023年 WOWOW)1話 - 木島役
- フィクサー (テレビドラマ)(2023年 WOWOW）
- パワーレンジャー・ダイノフューリー(Power Rangers Dino Fury)（2021年 - 2022年 アメリカ合衆国）- レッドレンジャー（スーツアクター）[5]、ブラックレンジャー（スーツアクター）[5]、モンスター[5]、ヘンジメン[5]
- 相棒(season21) (2022年 テレビ朝日)18話 - 六本木のチンピラ役[9]
- インビジブル(2022年 TBS)9話 - 半グレ役
- 鎌倉殿の13人(2022年 NHK）- 仲章家人役
- 麒麟がくる(2020年～2021年 NHK）- 侍
- 明治開化 新十郎探偵帖(2020年 NHK)6話 - 野武士役
- 赤ひげ3(2020年 NHK)1話 - ヤクザ役
- GARO -VERSUS ROAD-(2020年 TOKYO MX) - レギュラー原喜助役
- アウトサイダー (テレビドラマ)(2020年 アメリカ合衆国HBO/スターチャンネル)
- シャーロック (テレビドラマ)(2019年 フジテレビ)11話 - 警官
- 同期のサクラ(2019年 日本テレビ)8話 - サラリーマン役 [10]
- 相棒(season18)(2019年 テレビ朝日)7話 - アポ電強盗役[11]
- TWO WEEKS(2019年 フジテレビ) 1話 - 刑事 [12]
- ストロベリーナイト・サーガ(2019年 フジテレビ)1話 - 生贄の男 [13]
- 特捜9(2019年 テレビ朝日)9話 - 石井役[14]
- 絶叫(2019年 WOWOW)
- パンドラIV AI戦争(2018年 WOWOW）
- ドロ刑(2018年 日本テレビ)1話 - 電車内の男[15]
- 今日から俺は!! (テレビドラマ)(2018年 日本テレビ)2話 - 暴力団組員役
- dele(2018年 テレビ朝日)1,10話 - 警官[16] [17]
- シグナル 長期未解決事件捜査班(2018年 フジテレビ)8話 - ヤンキー役
- 黒革の手帳(2017年 テレビ朝日)1話 - ひったくり犯役[18]
- 精霊の守り人～悲しき破壊神(2017年 NHK) - 王の槍役
- ヤッさん(2016年 テレビ東京）- ヤクザ役
- 真田丸 (NHK大河ドラマ)(2016年 NHK) - 侍他 [19]
- きんぴか(2016年 WOWOW)[20]
- ヒガンバナ〜警視庁捜査七課〜(2016年 日本テレビ)1話 - 半グレ役
- 天使のナイフ(2015年 WOWOW)
- 地獄先生ぬ～べ～(2014年 日本テレビ) - 鵺野吹替　アクションコーディネート[21]
- ランナウェイ～愛する君のために～(2011年 TBS）- 自衛隊員役
- 月曜ゴールデン巡査の休日(2011年 TBS) - 犯人役棚橋幸夫役 [22]
- 白虎隊 (2007年のテレビドラマ)(2007年 テレビ朝日) - 隊士役

### 映画
- BLUE FIGHT 〜蒼き若者たちのブレイキングダウン〜(2025年) - スタント
- 十一人の賊軍(2024年) - 奇兵隊隊員
- ゴールデンカムイ(2024年) - 山崎組 ロシア兵
- 岸辺露伴 ルーヴルへ行く (映画)(2023年) - 仁左衛門役
- 映画刀剣乱舞-黎明-(2023年) - 星太刀役 [23]
- 世界の終わりから(2023年) - 紀里谷組 侍
- リボルバー・リリー(2023年) - 行定組 日本兵
- ハウ(2022年) - 犬童組 協会バザーの客
- 漆黒天[24](2022年) - 旭太郎・宇内陽之介 吹替
- 今日から俺は!! - 北根壊高校生徒
- アルキメデスの大戦(2019年) - 大和乗組員 [25]
- 銀魂 (実写)(2017年) - 新選組隊士
- 22年目の告白 -私が殺人犯です-(2017年) - 警備員役 [26]
- マンハント (2017年の映画)(2017年) - 囚人
- 無限の住人(2017年) - 侍
- たたら侍(2017年) - 野武士役
- 猫忍(2017年) - 忍者役
- high&low(2016年) - 山王連合
- 真田十勇士(2016年) - 侍 [27]
- 刀舞鬼DROP(2016年) - 本人役（モキュメンタリー）[28]
- ST 赤と白の捜査ファイル(2016年)
- アイアンガール ULTIMATE WEAPON(2015年) - バウンティーハンター
- 大奥 (2010年の映画) - 山村座男衆
- GOEMON(2009年) - 侍
- ワルボロ(2007年) - 南一中生役
- 憑神(2007年) - 侍

### 舞台
- ALLGREEN プロデュース 石井美奈子（米米CLUB）主演舞台「Funkyな感じで生きているPART3」(作・演出萩庭貞明)（2025年） - 片岡浩二役
- ALLGREEN プロデュース 石井美奈子（米米CLUB）主演舞台「Funkyな感じで生きているPART2」(作・演出萩庭貞明)（2024年） - 加藤茂役
- ALLGREEN プロデュース 仁支川峰子 主演舞台「悪い女の流儀」(作・演出萩庭貞明)（2024年） - 原口一平役
- 超歌舞伎2023「御伽草紙戀姿絵」(2023年）蜘蛛四天
- 劇団EXILE 松組「刀舞鬼 -KABUKI-」(2015年) [29][30]
- 新撰組異聞PEACE MAKER！再炎！(2012年)
- 演劇集団Z団 半おに戦奇譚－AMAGI－改(2011年)
- 円盤ライダー第14弾「仕込んでいこう！～新宿編～」(2011年)[31]
- 30-DELUX The Ninth Live『デスティニー』(2011年[32]
- BB団第4回公演 MARIONETTES-マリオネッツ-(2010年)[33]
- 演劇集団Z団 リバースヒストリカ(2010年)[34]
- BB団第5回公演 渾沌鶏～マロカレタルトリ～(2010年)[35]
- 演劇集団Z団 BARAGA-鬼ki(2009年)[36]
- 30-DELUX Action Club MIX『ナナシ』(2009年）
- ネオロマンス・ステージ 遙かなる時空の中で 朧草紙(2009年)[37]
- 30-DELUX The Seventh Live『シェイクス』(2007年）[38] - 勝瀬良成役

### 配信ドラマ
- ガンニバルシーズン2(2025年 Disney+）- 後藤家の1人役
- 忍びの家 House of Ninjas(2024年 Netflix)
- ヤヌスの鏡(2019年 FOD)
- 雨が降ると君は優しい(2017年 Hulu)第2話  - 店員役
- 仮面ライダーアマゾンズシーズン2(2017年 Amazon Prime Video)
- スマホ仮面(2012年～2013年）